# Lloro becgròs de Müller
El lloro becgròs de Müller (Tanygnathus sumatranus) és una espècie d'ocell de la família dels psitàcids que habita els boscos de la major part de les illes Filipines i Sulawesi.